# Won't Get Fooled Again
Singles de The Who
Baba O'Riley
(1971) Let's See Action
(1971)
Pistes de Who's Next
Behind Blue Eyes Pure and Easy
(bonus CD)
Won't Get Fooled Again est une chanson du groupe de rock britannique The Who écrite par Pete Townshend. Elle apparaît comme dernière piste sur l'album Who's Next sorti en 1971, et sur diverses compilations. C'est un de leurs titres les plus célèbres et célébrés.
« On ne se fera plus avoir » évoque la Révolution de manière désabusée, puisqu'à la fin des combats de rue et du renversement du pouvoir en place, le chef est pareil à celui qui l'a précédé. Elle est ponctuée à la fin par un solo de batterie de Keith Moon conclu par un puissant cri poussé par Roger Daltrey qui fait partie des grands moments de l'histoire du rock.
En 2003, elle est classée par Rolling Stone magazine au 133e rang parmi les 500 meilleures chansons de tous les temps.

## Analyse des paroles
Won't Get Fooled Again, dont le titre signifie en anglais « On ne se fera plus avoir », est une vision très désabusée d'une révolution selon Pete Townshend.
Le soulèvement commence dès la première ligne : « We'll be fighting in the Streets / With our children at our feet / And the morals that They worship will be gone » (« Nous lutterons dans la rue, nos enfants à nos pied, et la morale qu'ils vénèrent aura disparu »), et se conclut par le renversement des puissants, non sans violence. Le narrateur salue la révolution dans le refrain : : « I'll tip my hat to the new constitution / Take a bow for the new revolution / Smile and grin at the change all around / Pick up my guitar and play /Just like yesterday / Then I'll get on my knees and pray / We don't get fooled again » (« Je tirerai mon chapeau devant la nouvelle constitution, je saluerai la nouvelle révolution, je sourirai face au changement tout autour, je prendrai ma guitare et je jouerai, exactement comme hier, puis je me mettrai à genoux pour prier : Nous ne nous laisserons plus duper ! »), 
Mais finalement, la révolution s'achève, et rien n'a changé : « And the world looks just the same / And history ain't changed » (« Et le monde semble toujours pareil / Et l'histoire n'a pas changé »). Le nouveau régime mis en place n'est en rien différent de celui qui est tombé, comme l'indiquent les derniers vers des paroles : « Meet the new boss / Same as the old boss » (« Rencontrez le nouveau patron / Pareil à l'ancien patron »).
Ce regard désenchanté porté sur les révolutions a valu à Won't Get Fooled Again d'être désignée, en mai 2005, la « chanson la plus conservatrice de l'histoire du rock » par le journaliste politique John J. Miller, dans un article pour le magazine conservateur National Review. Il déclare qu'elle ferait un excellent hymne pour tous « les révolutionnaires désabusés », et qu'il s'agit d'une chanson « qui chasse une bonne fois pour toutes tout idéalisme naïf ». Dans ce classement hautement spéculatif à vocation humoristique figurent également Taxman des Beatles, Rock the Casbah des Clash et Sympathy for the Devil des Rolling Stones.
Cependant, bien que diverses interprétations des paroles aient été données, Pete Townshend lui-même nie les affiliations politiques prêtées parfois au morceau et expliquait sur son blog en mai 2006 que « cette chanson était censée faire savoir aux hommes politiques, et aux révolutionnaires de même, que ce qui réside au centre de [sa] vie n'était pas à vendre et ne pouvait pas être instrumentalisé au nom de n'importe quelle cause. » (« The song was meant to let politicians and revolutionaries alike know that what lay in the centre of my life was not for sale, and could not be co-opted into any obvious cause. »). Il finit par dire que le morceau n'est qu'une prière (« What is there is a prayer. »). Les paroles invitent les acteurs politiques à ne pas instrumentaliser la vie de chacun, mais ce sont ces mêmes paroles qui l'ont été.
Au sein du projet abandonné Lifehouse, cette chanson avait une place bien particulière. Elle était chantée par Bobby, le compositeur subversif, dénonçant l'hypocrisie de Jumbo, son principal opposant.

## Composition
Cette chanson est l'une des plus complexes des Who. Ce qui est frappant dans cette chanson, encore plus que dans Baba O'Riley, c'est la collision entre le son expérimental tiré du synthétiseur (un orgue Lowrey Berkshire TBO-1 joué à travers un synthétiseur VCS3) par Pete Townshend et le hard rock brutal pratiqué par le groupe. La chanson débute par un accord simple suivi d'une séquence tournoyante de synthétiseur, créant un effet de bourdon se poursuivant tout au long de la chanson. Suivent les couplets et les refrains ; la ligne de basse de John Entwistle fait preuve de sa virtuosité habituelle, la partie de batterie de Keith Moon est comme toujours excentrique et surprenante. Townshend harmonise différentes pistes de guitares acoustiques et électriques afin de créer un son d'une rare profondeur. En plus des couplets et des refrains, on distingue plusieurs breaks, des ponts, avec quelques changements de tonalité, caractéristiques de l'écriture de Townshend à l'époque. Les solos sont rapides et vifs, mais ne font pas preuve d'une technique insurpassable. Après un dernier solo, survient le célèbre break de synthétiseurs ; le groupe se tait, laissant la séquence tournoyante s'approprier l'espace sonore. Puis, tout à coup, Keith Moon entame une série de roulements sur ses toms, et Roger Daltrey pousse un puissant cri. Ce passage est considéré par beaucoup comme un très grand moment du rock. La chanson se termine en une coda survoltée.

## Reprises
- Richie Havens dans une version acoustique sur son album Nobody Left To Crown.
- Van Halen, avec Sammy Hagar au chant, la reprenait fréquemment en concert. Une version figure sur leur double album live Right here, right now.
- Louis Bertignac reprend la chanson en version originale dans Taratata sur France 2 en mars 2011, et l'adapte en français en 2018 sous le nom de Ma gueule dans l'album Origines.
- Pete Townshend en présente une version longue différente en 1999 sur son album Pete Townshend - Live at the House of Blues - Chicago, a Benefit For Maryville Academy. L'harmonica de Peter Hope-Evans y remplace le synthétiseur et Jody Linscott est aux percussions.
- Murray Head en propose une version aux accents orientaux sur l'album My Back Pages sorti en 2012.

## Autour de la chanson
- La chanson a été interdite en Corée du Sud jusqu'à l'apparition de la démocratie, au début des années 1990.
- Le morceau sert de générique à la série télévisée Les Experts : Miami et est devenu très populaire sur Internet de ce fait, notamment chez Antoine Daniel, dans son émission What The Cut !?, après avoir fait intentionnellement un mauvais jeu de mots (comme le fait usuellement le personnage de Horatio Caine, chaussant ses lunettes de soleil dans la série juste avant que le générique ne démarre)[5].
- Won't Get Fooled Again est interprétée par les avatars animés des Who dans un épisode de la série Les Simpson (La bataille des deux Springfield).
- « Weird Al » Yankovic a parodié Won't Get Fooled Again sous le titre Won't Eat Prunes Again.
- Dans les années 1970, le morceau sert de générique à Jukebox, première émission consacrée au rock sur Antenne 2, animée par Freddy Hausser.
- On entend la chanson dans Top Gun: Maverick, en 2022.